# Carcharhinus sorrah
Espèce
Répartition géographique
Statut de conservation UICN

 NT  : Quasi menacé
Carcharhinus sorrah ou requin à queue tachetée est une espèce de requin du genre Carcharhinus. Il fut decouvert par Müller & Henle en 1839.

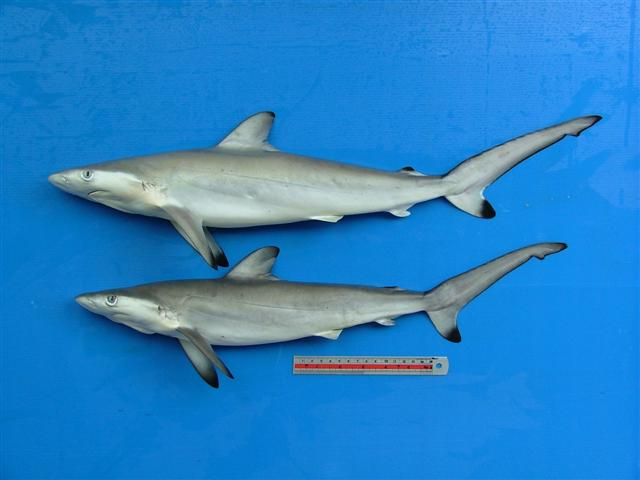
Requins à queue tachetée, port de Phuket, Thaïlande